# Автомат з магазинною пам'яттю
Автома́т з магази́нною па́м'яттю (англ. pushdown automaton) — в теорії автоматів — скінченний автомат, що додатково використовує стек для зберігання станів.
На відміну від скінченних автоматів, автомат з магазинною пам'яттю формально визначається як набір

{\displaystyle {\boldsymbol {M=(K,\Sigma ,\pi ,s,F,S,m)}}}, де
- {\displaystyle K} — скінченна множина станів автомата
  - {\displaystyle s\in K} — єдиний допустимий початковий стан автомата
  - {\displaystyle F\subset K} — множина дозволених кінцевих станів, причому допускається F=Ø, і F=K
- {\displaystyle \Sigma } — скінченна множина символів вхідного алфавіту, з якого формуються рядки, що зчитуються автоматом
- {\displaystyle S} — алфавіт пам'яті (магазину чи стеку)
  - {\displaystyle m\in S} — нульовий символ пам'яті.
- {\displaystyle \pi } — функція переходів: {\displaystyle \pi :K\times \Sigma \times S\rightarrow K\times S}

Пам'ять працює як стек, тобто для зчитування доступний лише останній записаний в ній елемент. Функція переходу за комбінацією поточного стану, вхідного символу і символу на вершині магазину визначає наступний стан (і, можливо, символ для запису в магазин). У випадку, коли в правій частині автоматного правила присутній {\displaystyle e}, у магазин нічого не додається, а елемент з вершини стирається. Якщо магазин порожній, то спрацьовують правила з {\displaystyle e} в лівій частині.
Автомат з магазинною пам'яттю може розпізнати будь-яку контекстно-вільну мову.
У чистому вигляді автомати з магазинною пам'яттю використовуються вкрай рідко. Зазвичай ця модель використовується для наочного подання відмінності звичайних скінченних автоматів від синтаксичних граматик. Реалізація автоматів з магазинною пам'яттю відрізняється від кінцевих автоматів тим, що поточний стан автомата сильно залежить від будь-якого попереднього.

## Види автоматів з магазинної пам'яттю
Існують детерміновані та недетерміновані автомати з магазинною пам'яттю. Для недетермінованих автоматів (на відміну від детермінованих) існує два еквівалентні критерії завершення роботи:
- порожній магазин
- досягнення кінцевого стану

Детермінований автомат завершує роботу лише тоді, коли досягає кінцевого стану.